# M (架空の人物)
Mは、イアン・フレミングのジェームズ・ボンドシリーズに登場する架空の人物であり、イギリス情報局秘密情報部（MI6）の部長である。フレミングだけでなく後継の作者たちの小説でも使われ、また、映画シリーズでは24回登場している。イーオン・プロダクションズ制作の映画ではバーナード・リー、ロバート・ブラウン、ジュディ・デンチ、レイフ・ファインズ、非イーオン作品ではジョン・ヒューストンとエドワード・フォックスがMを演じた。

## 背景
Mは、第二次世界大戦中に英海軍情報部（NID。1964年に国防情報参謀部に統合された）で部長を務めたジョン・ヘンリー・ゴドフリー提督をモデルに創造された。戦時中、フレミングはNIDのエージェントとして活動しており、ゴドフリーは当時の上官であった。
フレミングの死後、ゴドフリーは「彼は私を不快なキャラクター、Mに変えてしまった」と不満を述べた。

## 小説
マイルズ・メッサヴィー(Miles Messervy)
イアン・フレミングの小説では、12長編と2短編集のすべて（1953年から1966年）に登場している。
- 『カジノ・ロワイヤル』（1953年）で、対ソ連課長の提案を読んでいるのが初登場である。
  - これは第2章であるが、時系列上は第1章のボンドより先である。
- 『ムーンレイカー』（1955年）では、「M****」「M*******」とイニシャルのみ明らかにされている。但し、ブレイズ・クラブの会長が「マイルズ」と呼んでいる
  - 結末ではボンドが事件でベレッタとコルトの二丁の拳銃を紛失したので、あらためて新品を与えた。
- 『ロシアから愛をこめて』（1957年）では、調査委員会にバージェス(Burgess)マクリーン問題の研究をさせ、本部で勤務中のボンドに委員を命じた。
  - ソ連情報部の資料に「海軍将官で仮称はM、存在が公表されておらずめったに英国を離れることもない」と言及されており、情報機関の合同会議で、ロンドンで暗殺しても政治的効果は少ないと判断された。
- 『ドクター・ノオ』（1958年）では、前作結末で動作不良をおこしたベレッタM1919をかえるようボンドに命じた。
  - 専用車（ロールス・ロイス）の運転手はスミス元兵曹。
- 『ゴールドフィンガー』（1959年）では、本部で勤務中のボンドに夜間当直の責任者を命じた。
- 『読後焼却すべし』（『007号の冒険』（1960年）に収録）には、海軍軍令部最高委員になれるはずだったのが秘密情報部の長官になったとある。
- 『サンダーボール作戦』（1961年）では、休暇をシェラブランズ自然療養所で過ごした。
  - 後にボンドも入所してスペクター(SPECTRE)の手先と知らぬ内に対決する。
- 『女王陛下の007号』（1963年）では、最近、聖マイケル・聖ジョージ勲章を授与された。秘密情報部の長官として年俸5,000ポンドと運転手付きのロールス・ロイスを支給、他に軍人恩給が年1,500ポンド給付されている。手取りは約4,000ポンド。住居はウィンザー公園近くの摂政屋敷（王室領、すなわち国有地らしい。）、最後に艦上勤務したのは巡洋艦レパルス、従兵だったハモンド兵曹長を夫婦共々使用人としている。
- 『007は二度死ぬ』（1964年）では、プレンダーガースト事件の解決後に引責辞任を考えていた。シニアー・クラブの会員資格がある。結末では日本で行方不明となったボンドの死亡公告をタイムズ紙にM名義で寄稿している。
  - ブレイズ・クラブの給仕頭ポーターフィールドは、Mがレパルスで艦上勤務していたときの先任兵曹長だった。
- 『黄金の銃を持つ男』（1965年）で、「海軍中将サー・マイルズ・メッサヴィー(Vice Admiral Sir Miles Messervy)」とフルネームが明らかになった。ブレイズ・クラブには、自分専用にアルジェリア産の赤ワインを取り寄せさせている。
  - 「前任者は狂った情報部員に執務室で暗殺された」と言っている。

キングズリー・エイミスは、『ジェームズ・ボンド白書』(The James Bond Dossier)でMを「ジェームズ・ボンドの敵」のトップに挙げている。
ボンドはプレイボーイでいたいのに、Mの命令で次々と悪人と対決せねばならないからというのが理由。（もちろんMは悪人ではない。）
表向きはユニヴァーサル貿易の専務。秘書はミス・マネーペニー、幕僚主任はビル・タナー(Bill Tanner) 。
家族についての描写は無く、使用人のハモンド夫妻を除けば一人暮しである。
公私の別にきびしく、執務室では私的なことでなければボンドを「007」と呼び「ジェームズ」とは呼ばない。

ヴィクトリア朝の教育を受けたのでボンドの女遍歴を苦々しく思っている。

但し、上官としてはボンドが一人の女にとらわれるのも良しとしていない。

フレミング以後では、
- ロバート・マーカム（キングズリー・エイミス）の『孫大佐』(Colonel Sun)（1968年）では、中国情報部員に拉致されギリシャの小島に幽閉されたところをボンドに救出される。
  - ハモンド夫妻が拉致の際に殺害されている。
- ジョン・ガードナーの14長篇（1981年から1996年）にも登場する。
  - 第一作『メルトダウン作戦』(Licence Renewed)（1981年）で、緊縮財政で廃止された00課を「人を殺してでも英国の危機を救う男」を必要とする時がくると信じて特別課と改称しボンドを置いた。
  - 最終作『COLD』（1996年）で秘密情報部から勇退する。
- レイモンド・ベンソンのシリーズでは、『ファクト・オブ・デス』(The Facts of Death)（1998年）に引退後の姿を現している。
- セバスチャン・フォークス(Sebastian Faulks)の『猿の手を持つ悪魔』(Devil May Care)（2008年）では、時代背景が『黄金の銃を持つ男』の後の1967年と設定され、ボンドを00課から退きデスクワークにつくか決断させるために長期有給休暇に出した。

バーバラ・モーズレー(Barbara Mawdsley)
レイモンド・ベンソンの第一長編『ゼロ・マイナス・テン』(Zero Minus Ten)（1997年）では女性としかわからなかったが、『ファクト・オブ・デス』で「バーバラ・モーズレー」とフルネームが明らかになった。

## 映画

### イオン・プロ作品

#### バーナード・リー: 1962-79年
バーナード・リーが演じるMは、ボンド映画第1作『ドクター・ノオ』から『ムーンレイカー』（1979年）まで登場した。
リーは『ユア・アイズ・オンリー』撮影前の1981年1月にガンで亡くなった。リーを尊重して新たな俳優は雇われず、Mは休暇中という設定に脚本が書き直され、作中での役割はビル・タナーとフレデリック・グレイに置き換えられた。1999年の『ワールド・イズ・ノット・イナフ』では、MI6スコットランド支部でリーのMらしき肖像画が登場した。
登場作品
| - 『007 ドクター・ノオ』（1962年） - 『007 ロシアより愛をこめて』（1963年） - 『007 ゴールドフィンガー』（1964年） - 『007 サンダーボール作戦』（1965年） - 『007は二度死ぬ』（1967年） - 『女王陛下の007』（1969年） | - 『007 ダイヤモンドは永遠に』（1971年） - 『007 死ぬのは奴らだ』（1973年） - 『007 黄金銃を持つ男』（1974年） - 『007 私を愛したスパイ』（1977年） - 『007 ムーンレイカー』（1979年） |

- 2005年にエレクトロニック・アーツより発売されたボンドのコンピュータゲーム『From Russia With Love』でリーに似たMが登場する[6]。

#### ロバート・ブラウン: 1983-89年
1981年にリーがなくなった後、新たにロバート・ジェームズ・ブラウンが起用され、『オクトパシー』よりブラウン演じるMが登場した。ブラウンは1977年の映画『私を愛したスパイ』でハーグリーブズ提督役で出演している。ハーグリーブスがメッサヴィー卿の退任後Mに就任したのか、ブラウンがリーの死を受けてメッサヴィー卿の役柄を引き継いだのか、或いはハーグリーブスともメッサヴィー卿とも別人のMなのかは、作品本編中では明確な描写はされていない。
登場作品
| - 『私を愛したスパイ』ではハーグリーブス提督役で出演 - 『007 オクトパシー』（1983年） - 『007 美しき獲物たち』（1985年） - 『007 リビング・デイライツ』（1987年） - 『007 消されたライセンス』（1989年） |

#### ジュディ・デンチ: 1995-2012年
『消されたライセンス』からしばらく空いて『ゴールデンアイ』ではジュディ・デンチが新たなM役に起用された。キャラクターは1992年から1996年まで実際にMI5の長官だったステラ・リミントンに基づいている。『007 スカイフォール』ではMが物語の重要人物となり、実質ボンドガールとして終始ストーリーに登場する。結末で殉職し、新任のMに引き継ぎとなるシーンまでが描かれる。次作の『007 スペクター』では、ボンドに「自身の死後に実行してもらいたい任務」を下すため、ビデオレターで登場する。これらのことは全てMのキャラクターを使用する中で初のことである。本名はオリヴィア・マンスフィールド。
登場作品
| - 『007 ゴールデンアイ』（1995年） - 『007 トゥモロー・ネバー・ダイ』（1997年） - 『007 ワールド・イズ・ノット・イナフ』（1999年） - 『007 ダイ・アナザー・デイ』（2002年） - 『007 カジノ・ロワイヤル』（2006年） - 『007 慰めの報酬』（2008年） - 『007 スカイフォール』（2012年） - 『007 スペクター ※』（2015年） ※生前のビデオレターとして登場。クレジットは無し。 | デンチのMは多数のコンピュータゲーム作品にも登場している。 - 『007 ナイトファイア』（2002年） - 『007 エブリシング オア ナッシング』（2004年） - GoldenEye: Rogue Agent（2004年） - 『007 慰めの報酬』（2008年） - GoldenEye 007（2010年） - 『007 ブラッドストーン』（2010年） - 『007 レジェンド』（2012年） |

#### レイフ・ファインズ: 2012年-
『007 スカイフォール』の結末でジュディ・デンチ演じるMは殉職し、レイフ・ファインズ演じるギャレス・マロリーが引き継いだ。マロリーはIntelligence and Security Committeeの委員長で、元イギリス陸軍中佐である。
登場作品
| - 『007 スカイフォール』（2012年） - 『007 スペクター』（2015年） - 『007 ノー・タイム・トゥ・ダイ』（2020年） |

### 非イオン作品

#### ジョン・ヒューストン: 1967年
1967年のコメディ映画『007 カジノロワイヤル』では2人のMが登場する。1人目は共同監督を務めたジョン・ヒューストンが演じ、本名はマクタリーである。マクタリーは敵の攻撃を受けて死亡し、デヴィッド・ニーヴン演じるジェームズ・ボンドが新たなMとなる。

#### エドワード・フォックス: 1983年
1983年の『ネバーセイ・ネバーアゲイン』ではエドワード・フォックスがMを演じた。